# Michael Basse (Schriftsteller)

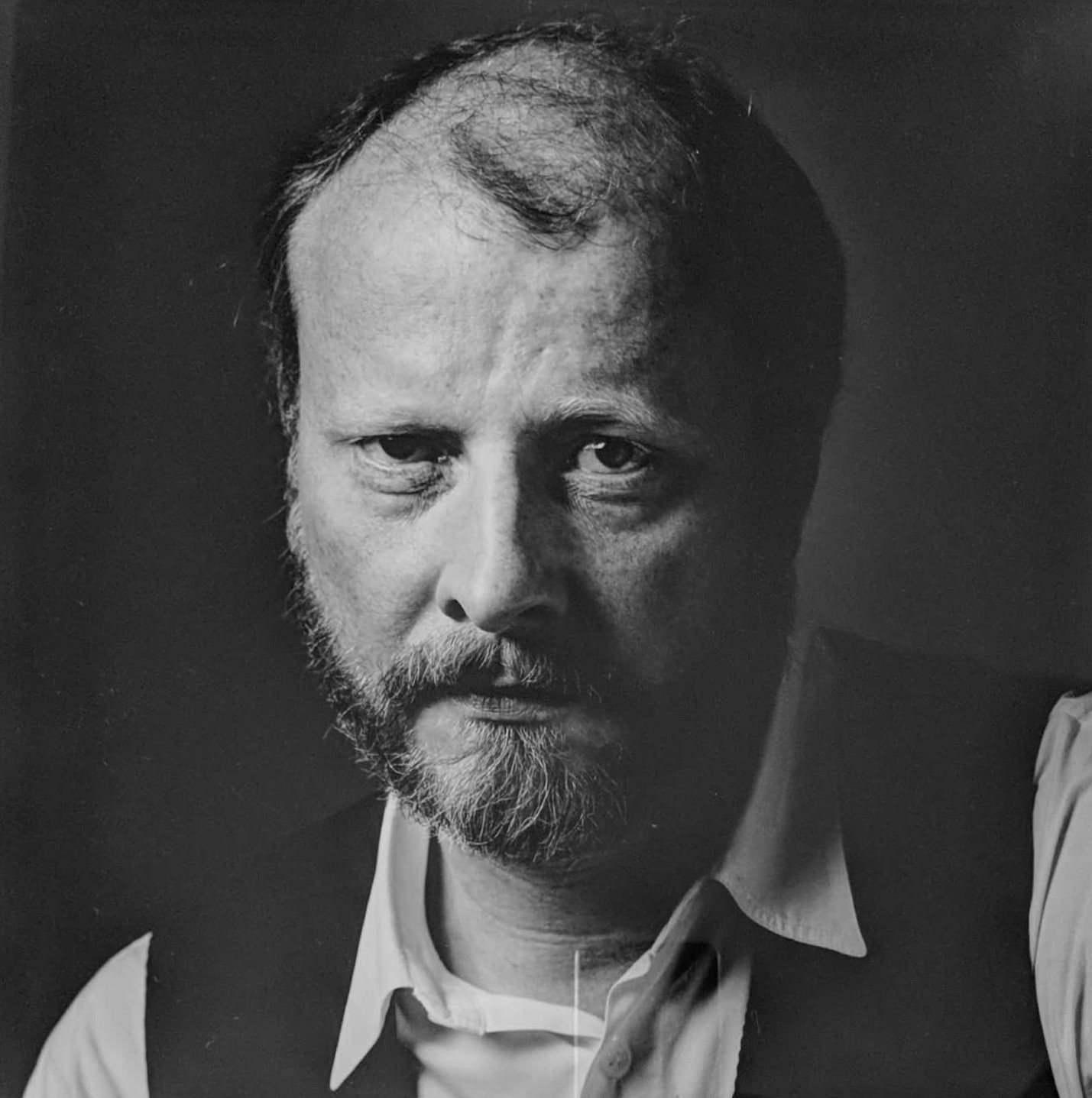
Michael Basse

Michael Basse (* 14. April 1957 in Bad Salzuflen) ist ein deutscher Schriftsteller. Er hat Romane, Gedichte, Essays und Hörbücher publiziert sowie Gedichte aus dem Englischen, Französischen und Bulgarischen übersetzt (u. a. John F. Deane, Blaga Dimitrova, Ljubomir Nikolov).

## Leben
Michael Basse wuchs – bedingt durch häufige Umzüge der Eltern – in Nordrhein-Westfalen, Niedersachsen und Baden-Württemberg auf. Das Abitur legte er 1976 im Evangelischen Seminar Maulbronn/Blaubeuren ab. Von 1977 bis 1979 absolvierte Basse ein Volontariat bei der Schwäbischen Zeitung. Anschließend wechselte er zum SDR nach Stuttgart. Im Wintersemester 1982 begann Basse ein Jurastudium in Regensburg, 1984 zog er nach München und wechselte ins Philosophie-Fach an der LMU, wo er 1990 mit dem Magister abschloss. 1984 war Basse einer der Mitgründer des Münchner Literaturbüros, dessen Vorstand er vier Jahre lang angehörte. In den 1990er und 2000er Jahren führte Basse zahlreiche Autoren im Lyrik Kabinett München ein, u. a. Anise Koltz und Jean Portante, Eva Hesse und Mary de Rachewiltz, Tochter und Herausgeberin der Werke Ezra Pounds. Von 1993 bis 2015 arbeitete Basse als fester freier Mitarbeiter in der Abteilung Kulturkritik des Bayerischen Rundfunks. Von 1994 bis 1999 schrieb er regelmäßig Literaturkritiken für das Feuilleton der Süddeutschen Zeitung. Seit 2015 ist Michael Basse freier Schriftsteller.

## Literarisches Werk
Bereits bei Erscheinen seines Lyrikdebüts Und morgens gibt es noch Nachricht (1992, 1994/2), war sich die Kritik einig, dass Basse nicht nur „ein bildkräftiger Lyriker“ sei, „der Wirklichkeitspartikel wie unter dem Vergrößerungsglas betrachtet“, sondern dass all seine Texte das Motiv der Ortlosigkeit, Heimatlosigkeit bzw. Nichtzugehörigkeit grundiere, worauf das lyrische Ich mit dem Versuch reagiere, mittels Poesie „als der einzigen zweiten Welt in der hiesigen“ (Jean Paul) so etwas wie eine vorübergehende Sprach-Heimat zu finden. Basses erste Gedichtsammlung war noch stark von der Poetologie seines damaligen Mentors Johannes Poethen geprägt, wie dieser sie in seinem Essay Im Labor der Träume in Hans Benders Anthologie Mein Gedicht ist mein Messer (1955) dargelegt hatte. Unabhängig davon wurde positiv vermerkt, dass sich hier einer „in Zeiten, in denen Harfner und Lautenspieler wieder das Singen haben“ ausdrücklich als „Mann ohne Leier“ vorstelle: „Basse verzichtet nicht auf Rhythmus und Strophenform, bleibt aber immer auf dem Boden der alltäglichen Tatsachen.“
Basses zweiter Gedichtband wurde von der Kritik als „eine Art poetischer Kartographie“ gewertet, wenngleich der Titel des Bandes Die Landnahme findet nicht statt (1997) bereits auf die Unmöglichkeit eines solchen Unterfangens verweist. Bei seiner Begehung imaginierter Räumen auf der Suche nach der Poesie der Orte bedient Basse sich hier erstmals der Form des Prosagedichts, dessen „diszipliniertes Parlando“ sich im atemlosen Rhythmus der Texte zu „bittersüßen Klanggebilden“ verdichte. „Auch Elemente aus Malerei, Tanz und Musik finden immer wieder Eingang in die Gedichte. Beim Zuhörer entfalten sie eine Sogwirkung, entführen in eine Welt aus reiner Sprache.“ Dem Leser von Basses ‚Meer im Kopf‘ ergehe es wie dem Betrachter von Caspar David Friedrichs Gemälde ‚Mönch am Meer‘: „als ob einem die Augenlider weggeschnitten wären.“ In der Literatur wurde Basses zweiter Band für seine formal-stilistische Stringenz – „Prosagedichte ohne Punkt und Komma“ – gelobt.
Auf der Suche nach neuen Ausdrucksmitteln fand Basses in seiner dritten Gedichtsammlung Partisanengefühle (2004) zu einer Form, die er lyrische Protokolle nannte – durchrhythmisierte Texte bzw. Sprechakte, die unterschiedliche Diskurs- und Realitätsebenen miteinander verschmelzen. Die Kritik wertete Basses Protokolle als komplexe, ebenso persönliche wie politische Abrechnung mit der Gegenwart, insbesondere mit der selbstgenügsamen Empfindsamkeit der Popliteratur. Die Süddeutsche Zeitung kam zu dem Schluss: „Basses Gedichte haben den Rhythmus eines Zuges auf selten benutztem Gleis. Ein Galopp der Gedanken über die Abraumhalden des im Alltagsgerede zerkleinerten Sprachschotters unserer Tage, durchsetzt mit dem zornigen Kommentar eines ungeduldigen Zeitgenossen, der nicht wegschauen kann (…) Keine kontemplative Kuschellyrik zum Träumen und Einschlafen, kein dumpfes Gleiten auf der ICE-Trasse, sondern hellwaches Dahinrasen auf der Abschussrampe. Gedichte wie Landminen, schwer vermittelbar an einen Markt, der nur die verdauliche Unterhaltung kennt.“
Nach einem weiteren Band mit Prosagedichten (Prachtmenschen, 2008) kehrte Basse in seinem fünften und bisher letzten Gedichtband skype connected (2010) zu kürzeren Gedichtformen zurück, die sich jedoch – wie seine lyrischen Protokolle – eng an die gesprochene Alltagssprache anlehnen. Der Kern dieses Liebesbreviers kreist nach Ansicht der Kritik um „die reife Liebe zweier Menschen (…), die mitunter alles in Frage stellen, was man überhaupt in Frage stellen kann.“ Die Berliner Literaturkritik stellte fest: „Heutzutage ist das männlich-weibliche Wir längst nicht mehr allgemeinverbindlich. Spannend ist (…), wie hier ein traditionell-partnerschaftlich angelegtes Wir als Gegengewicht umso deutlicher aufscheint. Dieses männlich-weibliche Wir mit jungen und aufgeklärten Akzenten glaubhaft neu zu beleben, gelingt dem Autor sehr gut.“ „Seine Liebesgedichte ringen ihre Innigkeit – und emotions- wie mediengeschichtliche Aktualität – gerade aus den Abgründen menschlicher Fremdheit und räumlicher Ferne hervor; heilende Momente gehen von Italien aus, das Basse als Geistesverwandter Pasolinis radikal anti-idyllisch vergegenwärtigt.“

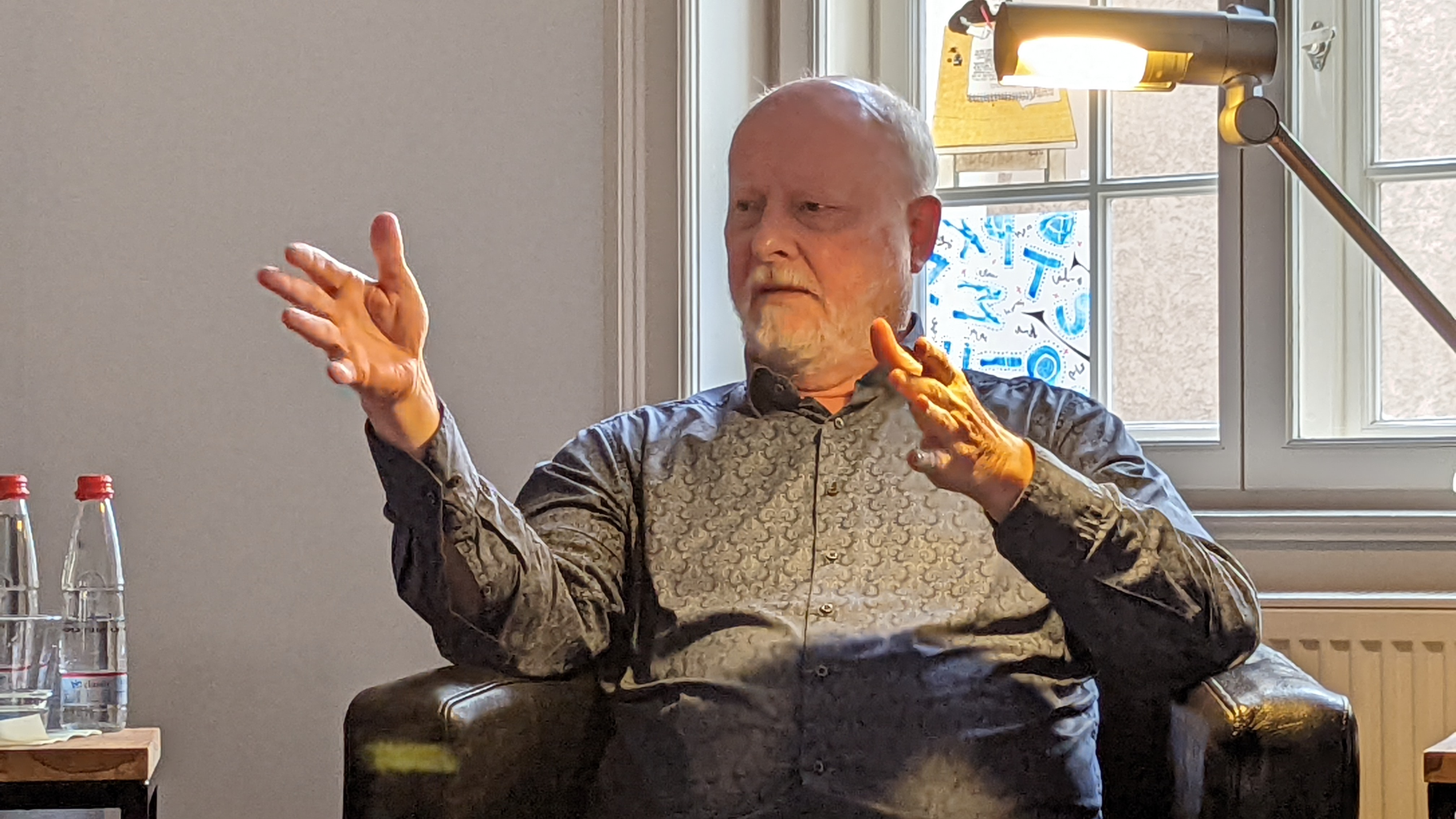
Buchvorstellung Yank Zone, Stiftung Geißstr. 7, Stuttgart 21. Juni 2022

2010 erschien Basses erster Roman Karriere, in dem er sich kritisch mit der Linken während der 1980er und 1990er Jahre auseinandersetzt. Dabei wird, so die Neue Osnabrücker Zeitung, die Vergangenheit der vier Protagonisten im ehemals linken Milieu durchleuchtet. „Sie sind zwischen 40 und 50 und leben im Jahr 1999 (…). Doch kurz vor der Jahrtausendwende ist die Welt weit entfernt von ihren alten Idealen.“ Am Ende seien alle „mal besser, mal schlechter in der New Economy der 90er angekommen.“
2016 publizierte Basse im Selbstverlag seinen zweiten Roman Amerikanische Zone, der am Beispiel einer Offiziersfamilie in der schwäbischen Provinz die problematischen deutsch-amerikanischen Beziehungen thematisiert. Der Schriftsteller Sten Nadolny kam nach der Lektüre zu dem Schluss: „Das Buch (…) fordert seine Leser – Anspruch tut das immer –, aber es belohnt sie mit einer verlässlichen Bestandsaufnahme der Epoche jener nordamerikanischen Hegemonie, die heute an Kraft zu verlieren scheint. Ob das gut ist oder schlecht? Michael Basse verliert sich nicht in Bewertungen ex cathedra, er liefert einfach ein genaues Sittenbild, in dem wir uns selbst erkennen.“
Eine komplette Neufassung des Romans unter dem Titel Yank Zone ist 2022 in der Edition Klöpfer bei Kröner in Stuttgart erschienen. Für die Nürnberger Nachrichten handelt es sich bei Yank Zone um das „eindrucksvolle Portrait einer westdeutschen Epoche, die von der amerikanischen Lebensweise stark geprägt wurde.“ Die Stuttgarter Zeitung notiert: „Basse versucht sein Thema aus vielen Erzählperspektiven und über viele Jahre hinweg zu beleuchten; das erfordert eine sehr konzentrierte Lektüre. Im Gegenzug liefert er einen Roman, der beispielhaft Persönliches mit Kulturgeschichte verbindet.“ In der Reihe SWR 2 Lesezeichen heißt es: „American Way of Life und schwäbisches Lebensgefühl - Michael Basse bringt diese Kontraste erzählerisch und sprachlich herrlich auf den Punkt. Ganz selbstverständlich führt er manchen Dialog auf Englisch weiter und findet für jede Stimme in seiner Geschichte einen unverwechselbaren Sound (...) Mit Yank Zone hat Michael Basse ein spannendes Kapitel in Erinnerung gebracht - scharf beobachtet und klug komponiert. Eine schonungslose Bestandsaufnahme.“ Das Internetportal Literaturkritik.de kommt zu dem Schluss: „Geschichte und historische Daten werden hier mit persönlichen Erlebnissen verbunden, die die Zeit sehr nachfühlbar machen und das Buch zu einem wertvollen Beitrag in Bezug auf die Zeit der amerikanischen Besatzung werden lassen.“

## Werke (Auswahl)
Gedichte von Michael Basse wurden in mehrere Sprachen übersetzt, u. a. ins Englische, Ungarische und Holländische.

### Romane
- Yank Zone, Roman, Kröner Edition Klöpfer, Stuttgart 2022, ISBN 978-3-520-76201-6
- Amerikanische Zone, Roman, Berlin 2016, ISBN 978-3-7418-3205-5 (Nicht mehr lieferbar)
- Karriere, Roman, Verlag Ralf Liebe, Weilerswist 2010, ISBN 978-3-941037-58-8

### Lyrik
- Skype Connected. Ein Liebesbrevier. Verlag Ralf Liebe, Weilerswist 2010, ISBN 978-3-941037-43-4
- Prachtmenschen. Neue Gedichte. Verlag Ralf Liebe, Weilerswist 2008, ISBN 978-3-935221-98-6
- Geisterbegegnung. Cavalcanti und/oder Ezra Pound. Langgedicht, 2006, in: Sinn und Form, Berlin, Heft 3/2006, S. 346 ff
- Partisanengefühle. Lyrische Protokolle, Verlag P. Kirchheim, München 2004, ISBN 978-3-87410-098-4
- Die Landnahme findet nicht statt. Gedichte und Prosagedichte, Corvinus Presse, Berlin 1997, ISBN 978-3-910172-53-1
- Und morgens gibt es noch Nachricht. Gedichte, Edition Toni Pongratz, Hauzenberg 1992 (2. Aufl., 1994), ISBN 3-923313-75-6

### Hörbücher
- Brave new world prosodisch. Literarisch-musikalische Performance mit Musik von Volker Heyn, Komposition, Friedrich Gauwerky, Cello, Frieder von Ammon, E-Gitarre, Produktion Michael Basse, Co-Produktion Lyrik Kabinett München, erschienen bei Klanglogo, München, Zürich 2007
- Eva Hesse: Lyrik Importe. Produktion Michael Basse, erschienen bei r’Audio (Verlag P. Kirchheim) München 2005
- Partisanengefühle. Hör-CD zum gleichnamigen Buch, Verlag P. Kirchheim, München 2004

### Übersetzungen
- Über den Torfozean. Gedichte von John F. Deane, Akzente, München 6/2003
- Das Risiko ist die Abweichung. Gedichte von Blaga Dimitrova, Neue Sirene, München 2/1994
- Gedichte von Ljubomir Nikolov in: Karl-Markus Gauß und Ludwig Hartinger (Hrsg.): Das Buch der Ränder – Lyrik. Anthologie. Wieser Verlag, Klagenfurt 1995, ISBN 3-85129-128-X
- Nur ein Steinwurf vom Diesseits das Jenseits. Gedichte von Ljubomir Nikolov, Residenz Verlag, Salzburg 1993, ISBN 978-3-7017-0795-9
- Unter lauter Helden. Gedichte von Boiko Lambovski. Akzente, München 4/1990

### Essayistik (Auswahl)
- Ein einziges lyrisches Missverständnis. Borchardt, Adorno und die neue deutsche Befindlichkeit. In: Heinz Ludwig Arnold und Gerhard Schuster (Hrsg.): Rudolf Borchardt Text und Kritik Sonderband München 2007
- Die kleinen Orgasmen der Poesie. Eva Hesse und der literarische Ordnungsdienst, In: Wespennest 138, Wien 2005
- Auschwitz als Welterfahrung. Der ungarische Schriftsteller Imre Kertesz, In: Merkur, Heft 602, Juni 1999
- Island ist die Welt. Über Halldór Laxness, In: Wespennest 112, Wien 1998
- Ich sitze auf Ruinen und skizziere. Bosniens Literatur der unausgesprochenen Wörter, In: Wespennest 103, Wien 1996
- Von Erben und Editoren. Ingeborg Bachmanns Nachlass, Eine Editionsgeschichte, In: Wespennest 102, Wien 1996
- Die wiedervereinigte Literatur. Deutschlandbilder fünf Jahre nach der Wende, Radioessay für den Bayerischen Rundfunk, München 1995
- Für wenn ich tot bin… Deutschlandbilder im Werk Uwe Johnsons, Radioessay für den Bayerischen Rundfunk, München 1994
- Der lange Weg des Johannes Poethen. In: Sirene, Zeitschrift für Literatur Band 2, München 1988
- Wohnen im Wort. Über die Heimatsuche in zeitgenössischer Poesie In: Widerspruch, Münchner Zeitschrift für Philosophie, Heft 14, 1987

### Herausgeberschaft
- Literaturwerkstätten und Literaturbüros in der Bundesrepublik: ein Handbuch der Literaturförderung und der literarischen Einrichtungen der Bundesländer. Michael Basse; Eckard Pfeifer, Hempel Verlag, Lebach 1988, ISBN 3-925192-25-5
- Milchstraßenatlas. Anthologie, P. Kirchheim Verlag, München 1986, ISBN 3-87410-019-7